# Semiothisa increta
Semiothisa increta là một loài bướm đêm trong họ Geometridae.